# Венцковиці (Краківський повіт)
Венцковиці (пол. Więckowice) — село в Польщі, у гміні Забежув Краківського повіту Малопольського воєводства.
Населення — 651 особа (2011).

## Демографія
Демографічна структура станом на 31 березня 2011 року:
|          | Загалом | Допрацездатний вік | Працездатний вік | Постпрацездатний вік |
| -------- | ------- | ------------------ | ---------------- | -------------------- |
| Чоловіки | 263     | 51                 | 184              | 28                   |
| Жінки    | 388     | 49                 | 213              | 126                  |
| Разом    | 651     | 100                | 397              | 154                  |